# Старостяк, Михаил Владимирович
Михаи́л Владими́рович Старостя́к (укр. Михайло Володимирович Старостяк; 13 октября 1973, Грусятичи, Львовская область, СССР) — украинский футболист, защитник. Выступал за сборную Украины. В июне 2009 года объявил о завершении активной карьеры.
За сборную Украины 17 игр
В высшей лиге Украины: 254 игры, 1 гол
В еврокубках сыграл 36 игр

## Достижения
- Чемпион Украины: 2001/02
- Обладатель Кубка Украины (4): 1997, 2001, 2002, 2004